# Phyllachora hakeicola
Phyllachora hakeicola är en svampart. Phyllachora hakeicola ingår i släktet Phyllachora och familjen Phyllachoraceae.

## Underarter
Arten delas in i följande underarter:
- hakeicola
- cuttacuttae
- tasmaniensis